# Cartílag de creixement
El cartílag de creixement, també anomenat fisis, o part cartílaginosa dels ossos. És una zona dels ossos llargs que es troba en la metàfisi. La metàfisi és la zona intermèdia dels ossos llargs que està situada entre la regió central o diàfisi i els extrems o epífisi. Es presenta en els ossos llargs i en els menors de 5 anys presenta la major part de l'os llarg (com en l'húmer, el radi, etc.)
Quan s'arriba a la pubertat, la fisis comença a decréixer; quan aquesta desapareix per complet, al voltant dels 25 anys, l'individu arriba al seu major creixement. A partir d'aquí ja no creixerà més, es transforma en teixit ossi esponjós, l'os no augmenta la seva longitud i la zona d'unió entre diàfisi i epífisi passa a anomenar-se línia epifisària.
La seva etimologia prové de la paraula grega physis, que habitualment té el significat de "naturalesa", però que es relaciona amb el concepte del creixement ossi atès que deriva del verb phyeo ("néixer", "brollar").

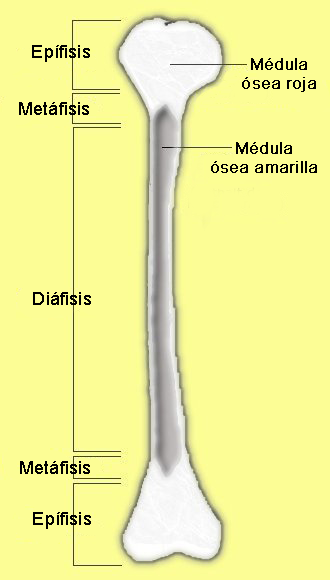
Os llarg en el qual es representen les epífisi en els seus extrems, la diàfisi al centre i la metàfisi a la zona de transició entre ambdues